# Sladkorna bolezen tipa 1
Sladkorna bolezen tipa I, tudi od inzulina odvisni diabetes ali  juvenilni diabetes, je sladkorna bolezen zaradi absolutnega pomanjkanja inzulina, ki ga morajo bolniki dobivati parenteralno. Bolezen je posledica avtoimunskega procesa, ki uniči celice β pankreasnih otočkov, zato pride do pomanjkanja inzulina, kar vodi do zvišane ravni glukoze v krvi in seču. Klasični znaki bolezni so pogosto uriniranje, povečana žeja in lakota ter izguba teže.

## Razvrstitev
Glede na etiologijo se sladkorna bolezen tipa 1 nadalje deli še na 2 podskupini:
- za tip 1a je značilna avtoimunska destrukcija celic β;
- za tip 1b je značilna idiopatska (brez poznanega vzroka) destrukcija celic β.

## Dovzetnost in vzrok
Na dovzetnost za razvoj avtoimunske sladkorne bolezni vplivajo genetski in okolijski dejavniki.

### Genetika
Gre za poligensko bolezen s številnimi različnimi geni, ki so lahko vpleteni. Odvisno od tega, kateri lokusi so prizadeti oziroma kakšna je kombinacija prizadetih lokusov, se lahko bolezen izraža dominantno, recesivno ali nekaj vmes. Najmočnejši gen, IDDM1, se nahaja na področju MHC razred II na kromosomu 6, na barvilnem območju 6p21. Nekatere variante tega gena povečujejo tveganje za zmanjšano histokompatibilnostno značilnost tipa 1. Med njimi so DRB1 0401, DRB1 0402, DRB1 0405, DQA 0301, DQB1 0302 in DQB1 0201, ki so pogostne pri prebivalcih Severne Amerike in pri Evropejcih. Nekatere variante zgleda vplivajo zaščitno.
Tveganje, da se bo bolezen pojavila pri otroku, je okoli 10-%, če ima bolezen njegov oče ali sorojenec, 4-%, če ima bolezen mati in je otroka rodila pred svojim 25. letom, ali okoli 1-%, če ga je rodila po svojem 25. letu starosti.

### Okolijski vplivi
Okolijski dejavniki lahko vplivajo na izražanje sladkorne bolezni tipa 1. Pri enojajčnih dvojčkih so ugotovili, da v primeru, če ima eden od njiju sladkorno bolezen tipa 1, znaša verjetnost, da jo ima tudi drugi dvojček, samo 30–50 %. Da kljub identičnemu genomu eden od dvojčkov bolezen ima, drugi pa ne, kaže, da na izbruh bolezni poleg genetskih dejavnikov vpliva tudi okolje. Drugi znaki za vpliv okolja so med drugim desetkratne razlike v pogostnosti pri belcih v različnih delih Evrope in pa težnja, da pri ljudeh, ki se selijo, verjetnost za nastop bolezni prilagodi verjetnosti, ki je značilna za novi kraj bivanja.

#### Virusi
Okužbe so najpomembnejši okolijski dejavnik. Z okužbami v zelo zgodnjem otroštvu povezujejo tudi dejstvo, da dojeni otroci redkeje zbolijo za imunsko pogojeno sladkorno boleznijo kakor otroci, ki niso bili dojeni, ali pa dojeni le kratek čas. Nekateri strokovnjaki menijo, da je znižanje pojavnosti infekcijskih bolezni odgovorno za rast sladkorne bolezni v zahodnem svetu s »prečistim« okoljem.
Po eni od hipotez, ki jih omenjata DeLisa Fairweather in Noel R. Rose, gre pri sladkorni bolezni tipa 1 za avtoimunski odziv, ki ga sproža virus; pri tem imunski sistem napada z virusom okužene celice, hkrati pa tudi celice beta v trebušni slinavki. Vpletena naj bi bili družina koksekivirusov ali virusi rdečk, dokazi za to pa so nezanesljivi. Pri sladkorni bolezni tipa 1 pride do uničenja beta celic v Langerhansovih otočkih v trebušni slinavki, kar zmanjšuje endogeno proizvodnjo inzulina. V tem se sladkorna bolezen tipa 1 razlikuje od tipa 2. Vrsto sladkorme bolezni pri bolniku določa edinole vzrok bolezni – ali gre za odpornost proti inzulinu (tip 2) ali pa bolniku inzulina enostavno primanjkuje, ne da bi pri tem bil bolnik proti njemu odporen (tip 1).
Okužba z osumljenim virusom ne povzroči sladkorne bolezni tipa 1 pri vseh ljudeh. Lahko da gre pri tem za genetsko pogojeno dovzetnost.. Rezultati raziskav kažejo predvsem na vlogo humanih levkocitnih antigenov (HLA), vendar povezava med različnimi genotipi HLA in pojavom avtoimunske reakcije še vedno ni dobro razumljena.

#### Prehrana
Nekateri raziskovalci menijo, da na avtoimunski odziv vplivajo protitelesa za beljakovine v kravjem mleku.
V raziskavi na severu Finske (kjer je lastna proizvodnja vitamina D zaradi pomanjkanja naravne svetlobe nizka) je dodatek vitamina D v odmerkih 2000 ME na dan v prvem letu otrokovega življenja za 80 % zmanjšal tveganje za nastanek sladkorne bolezni tipa 1 kasneje v življenju.
Kratko obdobje dojenja kot tudi kratkotrajno obiskovanje vrtca sta pri čeških otrocih povezana z visokim tveganjem za sladkorno bolezen tipa 1.

#### Kemikalije in zdravila
Nekatere kemikalije in zdravila uničujejo celice trebušne slinavke. Pirinuron (Vacor, N-3-piridilmetil-N'-p-nitrofenil sečnina), sredstvo proti glodavcem, ki so ga uvedli v ZDA leta 1976, selektivno uničuje celice beta trebušne slinavke po namerne ali nenamernem zaužitju in lahko povzroči sladkorno bolezen tipa 1. Vacor so leta 1979 umaknili s trga v ZDA, vendar ga v nekaterih državah še vedno uporabljajo. Zanosar je trgovsko ime za streptozotocin, antibiotik in sredstvo proti novotvorbam, ki se uporablja pri kemoterapiji raka trebušne slinavke; stranski učinek je uničevanje celic beta, kar ima za posledico izgubo proizvodnje inzulina. Tudi druge bolezni  (kot so pankreatitis in benigniali maligni tumorji)  in poškodbe trebušne slinavke lahko tudi privedejo do izgube proizvodnje inzulina.

## Znaki in simptomi
Klasični znaki za bolezen so pogosto mokrenje, povečana žeja in lakota ter izguba teže.
Pri diabetikih tipa 1 se pogosto bolezen prepozna šele, ko se pojavi diabetična ketoacidoza. Znaki zanjo so lahko suha koža, hitro globoko dihanje, zaspanost, bolečina v trebuhu in bruhanje.

## Patofiziologija
Patofiziološko gre pri sladkorni bolezni tipa 1 za uničenje beta celic v trebušni slinavki, ne glede na okoliščine ali prisotne dejavnike tveganja.
Posamezni dejavniki tveganja imajo lahko ločene patofiziološke procese, ki vsak zase vodi do uničenja celic beta. Kljub temu se zdi, da vsem procesom skupen avtoimunski odziv na celice beta, ki povzroči porast avtoreaktivnih CD4+ celic (celic pomagalk) in CD8+ T celic, celic B, ki proizvajajo avtoprotitelesa, in aktiviranje prirojenega imunskega sistema.

## Diagnoza
Za sladkorno bolezen je značilna ponavljajoča se ali dolgotrajna hiperglikemija, diagnosticirajo pa jo s pomočjo enega od naslednjih testov:
- raven glukoze v plazmi na tešče enaka ali nad 7,0 mmol/L (126 mg/dL);
- glukoza v plazmi enaka ali nad 11,1 mmol/l (200 mg/dL) dve uri po peroralni obremenitvi z odmerkom 75 g glukoze, kot pri testu na toleranco za glukozo;
- simptomi hiperglikemije in priložnostne vrednosti glukoze v plazmi enake ali nad 11,1 mmol/L (200 mg/dL);
- glikozilirani hemoglobin (hemoglobin A1C) enak ali nad 6,5 (ta kriterij je priporočilo Ameriško združenje za sladkorno bolezen sprejelo 2010, Svetovna zdravstvena organizacija pa ga še ni potrdila[16]).

Približno četrtina bolnikov s sladkorno boleznijo tipa 1 do trenutka odkritja bolezni razvije določeno stopnjo diabetične ketoacidoze (vrsta presnovne acidoze, ki je posledica visoke koncentracije ketonskih teles, ki nastanejo med razgraditvijo maščobnih kislin in deaminacijo amino kislin). Druge vrste sladkorne bolezni se po navadi diagnosticirajo na druge načine. Med drugim gre za redne zdravniške preglede, za prepoznavanje hiperglikemije med drugimi medicinskimi preiskavami in za sekundarne simptome, kot so spremembe vida ali nepojasnjena utrujenost. Sladkorno bolezen pogosto odkrijejo, ko prizadeta oseba ravije zaplet, ki ga lahko povzroči sladkorna bolezen, kot so srčni infarkt, možganska kap, nevropatija, slabo celjenje ran ali razjeda stopal, nekatere težave z očmi, nekatere glivične okužbe ali rojstvo otroka z makrosomijo ali hipoglikemijo.
Če je rezultat testa pozitiven, vendar ni nedvoumnih znakov za previsoko raven sladkorja v krvi (hiperglikemijo), je treba diagnozo potrditi s katerekoli od zgoraj naštetih metod na kak drug dan. Večina zdravnikov raje meri raven glukoze na tešče, ker je test lažji in ne zahteva toliko časa kot test na toleranco za glukozo, ki traja dve uri in v primerjavi s testom na tešče nima nikakršne prognostične prednosti. Po trenutno veljavni definiciji pomenita dve meritvi glukoze na tešče nad 126 mg/dL (7,0 mmol/L) diagnozo za sladkorno bolezen.
Za bolnike z vrednostjo glukoze na tešče med 100 in 125 mg/dL (5,6–6,9 mmol/L) se šteje, da imajo moteno glikemijo na tešče. Pri osebah z glukozo v plazmi z vrednostjo 140 mg/dL (7,8 mmol /L) ali več, vendar pod 200 mg/dL (11,1 mmol/L) – dve uri po peroralni obremenitvi z glukozo v odmerku 75 g – gre za motnjo v toleranci na glukozo. Gre za dvoje predhodnih stanj diabetesa, zlasti slednje predstavlja resno nevarnost za polno razvit diabetes in za bolezni srca in ožilja.

### Avtoprotitelesa
Dokazano je, da pojav z diabetesom povezanih avtoprotiteles napoveduje izbruh sladkorne bolezni tipa 1, še preden pride do hiperglikemije; glavne oblike so avtoprotitelesa na celice pankreasnih otočkov in na inzulin, avtoprotitelesa, ki ciljajo na izo obliko dekarboksilazo glutaminske kisline (GAD), mase 65 kDa, avtoprotitelesa, ki ciljajo na s fosfatazo povezano molekulo IA-2, in avtoprotitelesa na transporter cinka(ZnT8). Po definiciji se lahko diagnozo sladkorne bolezni tipa  postavi šele ob pojavu kliničnih simptomov in znakov, vendar je pojav avtoprotiteles sam po sebi mogoče opisati kot »latenten avtoimunski diabetes«. Prisotnost avtoprotiteles ne pomeni nujno, da bo kasneje prišlo do diabetesa tipa 1, vendar se tveganje veča s številom raznih tipov protiteles; pri treh do štirih vrstah protiteles znaša verjetnost za razvoj diabetesa tipa 1 60% -100%. Da po pojavu avtoprotiteles pride do jasno izražene sladkorne bolezni tipa 1, lahko pri dojenčkih in majhnih otrocih traja nekaj mesecev, pri nekaterih ljudeh pa lahko leta – v nekaterih primerih več kot 10 let Avtoprotitelesa za celice otočkov se odkriva s konvencionalno imunofluorescenco, ostale pa se meri specifičnimi radiološkimi testi.

## Preventiva
Sladkorne bolezni tipa 1 zaenkrat ni mogoče preprečiti. Nekateri raziskovalci so mnenja, da bi jo bilo mogoče preprečiti v stadiju latentnega avtoimunskega diabetesa, preden pride do uničevanja celic beta.

### Imunosupresivna zdravila
Imunosupresiv Ciklosporin je očitno zaustavil uničenje beta celic (na osnovi zmanjšane rabe inzulina), vendar je zaradi strupenosti za ledvice in drugih neželenih učinkov za dolgoročno uporabo skrajno neprimeren.
Za anti-CD3 protitelesa, kot sta teplizumab in oteliksizumab, obstajajo dokazi, da ohranjajo  proizvodnjo inzulina (kot je razvidno iz neokrnjene proizvodnje C-peptida)  pri na novo diagnosticiranih bolnikih s sladkorno boleznijo tipa 1. Mehanizem tega učinka naj bi bilo ohranjenje regulatornih T-celic, ki zavirajo aktiviranje imunskega sistema in tako vzdržujejo njegovo homeostazo in toleranco na avtoprotitelesa. Kako dolgo učinek vztraja, pa še ni znano. V letu 2011 raziskave v fazi III z otelixizumabom in teplizumabom niso uspele dokazati klinične učinkovitosti, morda zaradi nezadostnega urnika za odmerjanje.
Anti-CD20 protitelo, rituksimab, zavira celice B; ugotovljeno je, da sproža odziv na C-peptid tri mesece po diagnozi sladkorne bolezni tipa 1, vendar o njegovih dolgotrajnih učinkih niso poročali.

### Prehrana
Obstajajo raziskave, po katerih dojenje zmanjšuje tveganje pozneje v življenju; preučevalo se je tudi razne druge dejavnike tveganja v prehrani, vendar trdnih dokazov ni bilo najti. Otroci, ki se jim prvo leto življenja daje 2000 ME vitamina D, imajo zmanjšano nevarnost za diabetes tipa 1, vendar kavzalni odnos ni jasen.
Otroci s protitelesi proti beljakovinam celic beta (tj. v zgodnjih fazah imunskega odziva na njih), vendar brez očitnega diabetesa, ki so jim dajali vitamin B3 (niacin), so imeli za polovico manjšo pojavnost sladkorne bolezni v obdobju sedmih let  kot pa splošna populacija in celo manjšo pogostnost kot osebe, ki so sicer imele navedena protitelesa, vendar pa vitamina niso dobivale.
Diabetes tipa 1 imenujejo tudi »sladkorni diabetes«, ker je prehrana, ki vsebuje velike količine sladkorja, lahko smrtna. Tudi prehrana z velikimi količinami maščob (npr. masla in olja) lahko za bolnika pomeni večje tveganje za bolezni srca in ožilja.

## Zdravljenje
Zdravljenje vključuje med drugim redno odmerjanje inzulina z mehanskimi injektorji, v zadnjem desetletju pa vse pogosteje dovajanje inzulina v podkožje z inzulinsko črpalko. Izrednega pomena je redno merjenje krvnega sladkorja tudi šest in večkrat dnevno, urejena varovalna prehrana in redna telesna dejavnost.

### Inzulinsko zdravljenje
Sladkorna bolezen tipa 1 se zdravi z nadomeščanjem inzulina, bodisi s podkožno injekcijo ali z inzulinsko črpalko, ob pozornem nadzorovanju vnosa ogljikovih hidratov s hrano in spremljanjem ravni glukoze v krvi s pomočjo merilnika za sladkor. Danes so najpogostejši inzulini biosintetskega izvora, proizvedeni s pomočjo genske rekombinacije, v preteklosti pa se je uporabljal inzulin govejega ali prašičjega izvora in včasih celo inzulin iz rib. Veliki svetovni proizvajalci so Eli Lilly, Novo Nordisk in Sanofi-Aventis. Zadnje čase vse več dobaviteljev nudi analoge inzulina, gre za nekoliko spremenjene molekule inzulina s spremenjenim nastopom oziroma dolžino trajanja učinka.
Pri nezdravljeni sladkorni bolezni tipa 1 običajno pride do kome, pogosto zaradi diabetične ketoacidoze, ki je smrtna, če se ne zdravi. Ketoacidoza povzroča edem možganov (nabiranje tekočine v možganih). Ta zaplet zelo ogroža življenje; ketoacidoza je zaradi tega najpogostejši vzrok smrti pri otrocih s sladkorno boleznijo.
Neprekinjeno delujoči monitorji glukoze lahko opozorijo bolnika na nevarno visoke ali nizke ravni sladkorja v krvi, vendar pa njihova klinična uporaba omejena zaradi tehničnih težav.
Zdravljenje sladkorne bolezni se osredotoča na zniževanje ravni glukoze v krvi na normalno vrednost, to je na približno 80–140 mg/dL (4,4-7,8 mmol/L). Končni cilj pri normalizaciji glukoze v krvi je preprečevanje dolgoročnih zapletov, ki prizadenejo živčevje (npr. periferna nevropatija, ki vodi v bolečino in izgubo občutka v okončinah) in obtočila (npr. srčni infarkt, izguba vida). Bolniki s sladkorno boleznijo tipa 1 morajo vselej uporabljali inzulin, vendar lahko pri tem pride do nizkih ravni glukoze v krvi (hipoglikemija), to je do vrednosti pod 70 mg/dL (3,9 mmol/L). Hipoglikemija je pri ljudeh s sladkorno boleznijo pogosten pojav, običajno posledica neravnovesja med vnesenim inzulinom, hrano in telesno aktivnostjo, čeprav pri tem nefiziološka metoda dajanja tudi igra vlogo.

### Presaditev trebušne slinavke
V skrajnejših primerih lahko presaditev trebušne slinavke omogoči ponovno vzpostavitv izločanja inzulina. Vendar pa sta po mnenju številnih zdravnikov kirurški poseg in imunosupresija, ki ga spremlja, nevarnejša kot pa nadaljevanje nadomestnega zdravljenja z inzulinom, zato se na splošno operacija opravlja samo hkrati s presaditvijo ledvic ali pa nekaj časa po njej. Eden od razlogov tega dejstva je potreba po uporabi imunosupesivnih zdravil (na primer ciklosporina) ob presaditvi ledvice in tako se lahko opravi tui presaditev trebušne slinavke brez uvedbe dodatnih imunosupresivnih zdravil. Samostojna presaditev trebušne slinavke pa je lahko smiselna pri bolnikih z izjemno labilno obliko sladkorne bolezni tipa 1.

### Presaditev celic pankreasnih otočkov
Eksperimentalno nadomeščanje celic beta s presaditvijo ali s pomočjo matičnih celic je predmet številnih raziskovalnih programov. Presaditev celic pankreasnih otočkov je manj invazivna kot pa presaditev celotne trebušne slinavke, ki je sicer trenutno pri ljudeh najbolj razširjen pristop.
Ena od možnih metod je vbrizganje celic pankreasnih otočkov v bolnikova jetra, kjer se celice ustalijo in začnejo izdelovati inzulin. Jetra veljajo za najprimernejšo izbiro, ker so bolj dostopna kot trebušna slinavka in zdi se, da celice pnkreasnih otočkov v jetrih dobro proizvajajo inzulin. Bolnikovo telo se na vnesene nove celice odzove enako kot na vsak drug vnos tujega tkiva, razen so bile pridobljene iz matičnih celic pacienta samega ali iz matičnih celic, ki jih je daroval enojajčni dvojček bolnika. Imunski sistem napade celice, kot da gre za okužbo z bakterijami ali na primer za presajeno kožo. Bolnike je zato treba zdraviti z imunosupresivi, ki zmanjšujejo aktivnost imunskega sistema.
Najnovejše raziskave kažejo, da je presajanje otočnih celic doseglo točko, kjer je – po eni od študij – 58% pacientov bilo eno leto po presaditvi neodvisnih od inzulina. Znanstveniki na Novi Zelandiji skupaj z Living Cell Technologies trenutno testirajo Diabecell na ljudeh; gre za prašičje otočke v zaščitni kapsuli iz morskih alg, ki omogoča inzulinu, da izteka, hranila pa dotekajo, pri tem pa ščiti otočke pred napadom imunskega sistema prek belih krvnih celic .

### Vzgojna terapija s pomočjo matičnih celic
Vzgojna terapija s pomočjo večzmožnih matičnih celic, ki se jih vzgoji iz popkovnične krvi, inducira imunsko ravnovesje. z embrionalnimi in hematopoteičnimi potezami. Sistem v obliki zaprte zanke, v katerem bolnikova kri kroži skozi kultivator, in vitro kratkotrajno goji bolnikove limfocite skupaj s krvotvornimi celicami iz popkovnice, nato pa izobražene limfocite (matičnih krvnih celic pa ne) vrne nazaj v bolnikov krvni obtok. Avtoimunski regulator AIRE, ki pri stiku z matičnimi celicami iz popkovnice aktivira določene gene,  Med postopkom izobraževanja prilagodi pacientove limfocite.
Klinični preizkus (NCT01350219), kaže, da eno samo vzgojno zdravljenje s pomočjo matičnih celic zagotavlja trajen preobrat avtoimunosti, zaradi katerega je mogoče izboljšan nadzor nad presnovo 
pri osebah z dolgotrajno sladkorno boleznijo tipa 1. Klinična študija faze II, ki trenutno teče, je za vzgojo s pomočjo matičnih celic pokazala 100% učinkovitost pri diabetikih tipa 1, celo pri bolnikih, ki so izgubili sposobnost proizvajati svoj lastni inzulin (C-peptid <0,01 mg/L pred začetkom zdravljenja).
Po zdravljenju povečano izražanje ko-stimulativnih molekul (natančneje, CD28 in CD278), povečanje števila celic CD4+CD25+,Foxp3+Tregs in obnova citokinskega ravnotežja med celicami Th1, Th2, TH3  potrjujejo, da se s to terapijo avtoimunost preobrne, da se inducira toleranca in da pride do pospešene regeneracije celic beta v otočkih ne kaže škodljivih učinkov doslej.
Klinično izboljšanje bolnikovega stanja zaradi uspešne imunske modulacije s pomočjo matičnih celic v popkovnični krvi ima  lahko pomembne posledice za druge avtoimune bolezni, ne da bi odpiralo varnostna ali etična vprašanja.

## Psihološke posledice

### Depresija
Pri ljudeh, ki živijo s sladkorno boleznijo tipa 1, so depresija in simptomi zanjo na splošno pogostejši. Eden od preglednih člankov navaja, da je prevalenca depresije pri diabetikih več kot trikrat višja kot pri osebah brez sladkorne bolezni; povprečna prevalenca je znašala 12 % (razpon 5,8-43,4 % v raziskavah, ki so bile omenjene) Ženske s sladkorno boleznijo tipa 1 so bolj verjetno depresivne kot moški s sladkorno boleznijo tipa 1, in pojavnost depresije je bila višja tudi pri mladih s sladkorno boleznijo tipa 1. Po kanadskem združenju diabetikov ima 15 % sladkornih bolnikov resno depresijo. Poročajo tudi o duševnih obremenitvah staršev, ki imajo otroke z diabetesom tipa 1. Rezultati nedavne raziskave kažejo, da je zmanjšanje v debelini čelne skorje pri ljudeh s sladkorno boleznijo tipa 1 povezano z depresijo. Vzrok za te nevrološke spremembe je lahko dolgotrajno zmanjšan glikemični nadzor, povzroča pa lahko ali pa poveča tveganje za depresijo.

### Motnje v prehrani
Nedavna raziskava je pokazala, da so motnje prehranjevanja pogostejše pri ženskah s sladkorno boleznijo tipa 1 (pogostnost 10,15 %) kot pri ženskah brez (pogostnost 4,5 %), kot tudi motnje pri prehranjevanju pod pragom (13,8 % proti 7,6 %) Nekateri udeleženci (11,0 %), v isti študiji poročajo o manipuliranju odmerkov inzulina, da bi spodbudili hujšanje. Višje ravni sladkorja v krvi so povezane s poliurijo in zmanjšanim tekom, zaradi česar lahko pride do izgube telesne teže. Podobno so tudi povprečne ravni hemoglobina A1c bile pri testnih osebah z motnjo DSM-IV (9,4 %) kot pri osebah brez nje (8,6 %). Značilno je bilo to za 42 % udeležencev raziskave z motnjo DSM-IV.
Motnjo, pri kateri se zaradi nadzora telesne teže opušča inzulin, so imenovali diabulimija, skovanka iz diabetesa in bulimije, vendar medicinska skupnost te motnje trenutno ne priznava kot uradno diagnozo.

### Družbena zavest in samopomoč
Rezultati nedavne raziskave kažejo, da lahko ljudje s sladkorno boleznijo tipa 1 iz strahu pred družbenim okoljem, ki je povezan s strahom pred hipoglikemijo, zanemarjajo natančno lastno oskrbo  Diabetiki tipa 1 lahko da tudi zanemarjajo telesno dejavnost zaradi navidez zmanjšane koristi  kot tudi zaradi navideznih negativnih vplivov, ki naj bi jih telesna aktivnost imela na njih bolezen.

### Zapleti
Zapleti zaradi slabega nadzora nad sladkorno boleznijo tipa 1 so lahko med drugim bolezni srca in ožilja, diabetična nevropatija in diabetična retinopatija. Vendar pa imajo lahko bolezni srca in ožilja, kot tudi nevropatija, avtoimunsko osnovo,

### Vožnja
Raziskave v ZDA in Evropi so pokazale, da so vozniki s sladkorno boleznijo tipa 1 imeli dvakrat več nesreč, kot pa njihovi zakonci brez sladkorne bolezni, kar kaže na povečano tveganje za prometne nesreče pri osebah s sladkorno boleznijo tipa 1. Diabetes lahko vožnjo ogroža na več načinov. Prvič, dolgoročni zapleti zaradi sladkorne bolezni lahko vplivajo na varno upravljanje z vozilom. Na primer, diabetična retinopatija (izguba perifernega vida ali ostrinr vida) ali periferna nevropatija (izguba čutov v stopalih) lahko vpliva na sposobnost voznika, da prepozna ulične znake, da lahko nadzira hitrost vozila, da ustrezno uporablja zavore, in drugo..
Drugič, hipoglikemija lahko vpliva na miselne procese, koordinacijo in stanje zavesti. Ta motnja v delovanju možganov, nevroglikopenija. lahko krni sposobnost za vožnjo. Študija, v kateri so sodelovale osebe s sladkorno boleznijo tipa 1, je pokazala, da se udeleženci študije, ki so poročali o dveh ali več s hipoglikemijo povezanih prometnih nesrečah, fiziološko in vedenjsko razlikujejo od drugih udeležencev, ki o te vrste nesrečah niso poročali. Tako so vozniki z dvema ali več nesrečami, poročali o manj opozorilnih znakih med hipoglikemijo, njih vožnja je bila bolj okrnjena in telo jim je izločalo manj epinefrina (tj. hormona, ki pomaga dvigati raven sladkorja v krvi). Poleg tega posamezniki z zgodovino prometnih nezgod, povezanih s hipoglikemijo, zgleda porabljajo sladkor hitreje in so relativno počasneje predelujejo informacije. Te ugotovitve kažejo, da so ljudje z diabetesom tipa 1 v večji ali manjši meri nagnjeni k moteči hipoglikemiji med vožnjo, vendar pa obstaja podskupina voznikov tipa 1, ki so te vrste dogodkom bolj izpostavljeni.
Na osnovi teh zaključkov se voznikom z diabetesom tipa 1 in zgodovino prometnih nesreč priporoča, da ne vozijo, če je raven sladkorja v njihovi krvi pod 80 mg/dL. Namesto tega se tem osebam svetuje, da hipoglikemijo zdravijo in da se vožnji vozila odpovejo, dokler njihov krvni sladkor ni nad 90 mg/dL. Taki vozniki se morajo tudi naučiti čim več o vzrokih za svojo hipoglikemijo in to znanje uporabiti za to, da se v prihodnosti izognejo hipoglikemiji med vožnjo.
Študije, ki jih financira ameriški NIH (Zdravstveni instituti ZDA), so pokazale, da lahko programi za usposabljanje in za pomoč osebam s sladkorno boleznijo tipa 1 izboljšajo predvidevanje, odkrivanje in preprečevanje skrajno nizkih ravni sladkorja v krvi in zmanjšajo nevarnost hipoglikemije med vožnjo in z njo povezanih prometnih nesreč. Tudi različica tega usposabljanja je imela znatne pozitivne rezultate. NIH poleg tega financira razvoj spletnih rešitev, ki bi izboljšale varnost med vožnjo pri voznikih s sladkorno boleznijo tipa 1.

## Epidemiologija
Sladkorna bolezen tipa 1 sodi med najpogostejše motnje žlez z notranjim izločanjem v otroštvu in mladostništvu. Najpogosteje prizadene mlade ljudi – največkrat bolezen odkrijemo v zgodnjem otroštvu in mladostništvu z razširjenostjo v populaciji okrog 0,1 %. Po zadnjih objavljenih podatkih je v Sloveniji v letih 1990–2005 v starostni skupini 0–14 let pojavnost sladkorne bolezni tipa 1 11,67/100.000. Leta 2012 se je v Sloveniji zdravilo okoli 700 otrok in mladostnikov do 25. leta starosti s sladkorno boleznijo tipa 1. Predstavlja okoli 5–10 % vseh primerov sladkorne bolezni.
Sladkorna bolezen tipa 1 je po ocenah vzrok za  5–10 % vseh primerov sladkorne bolezni in v svetovnem merilu je 11–22 milijonov bolnikov. Leta 2006 je za njo obolelo 440.000 otrok, mlajših od 14 let; bila je glavni vzrok za sladkorno bolezen pri bolnikih, mlajših od 10 let. Pojavnost sladkorne bolezni tipa 1 se povečuje za približno 3 % na leto.
Pogostnosti se od države do države zelo razlikujejo. Na Finskem je incidenca visoka in znaša 35 na 100.000 prebivalcev letno, na Japonskem in na Kitajskem pa je na primer nizka in znaša od enega do treh primerov na 100.000 prebivalcev letno. V severni Evropi in ZDA  je z 8 do 17 na 100.000 prebivalcev na leto incidenca srednje visoka.
Sladkorno bolezen tip 1 so nekoč imenovali juvenilna (mladostniška) sladkorna bolezen in jo tako razlikovali od sladkorne bolezni tipa 2, do katere prihaja običajno pozneje, vendar pa se tudi večina sladkorne bolezni tipa 1 javlja pri odraslih. Študije, ki za razlikovanje sladkorne bolezni tipa 1 in tipa 2 uporabljajo teste na protitelesa (protitelesa za dekarboksilazo glutaminske kisline, protitelesa na celice pankreasnih otočkov in na z inzulinom povezana avtoprotitelesa), kažejo, da ima večina novo odkritih odraslih bolnikov sladkorno bolezen tipa 1. Avtoimunska sladkorna bolezen tipa 1, do katere pride pri odraslih, je dva- do trikrat pogostejša od klasične otroške oblike.

### Gospodarstvo
V ZDA so leta 2008 pri okoli enem milijonu ljudi odkrili sladkorno bolezen tipa 1. Ocenjujejo, da je bolezen povzročila 10,5 milijarde dolarjev letnih zdravstvenih stroškov (875 $ na mesec na bolnika) in dodatne 4,4 milijarde dolarjev posrednih stroškov (366 $ na mesec na osebo s sladkorno boleznijo).

## Raziskave
Sredstva za raziskave diabetesa tipa 1 dajejo na razpolago vlade, industrija (npr. farmacevtska podjetja), in dobrodelne organizacije. Na diabetes tipa 1 se osredotoča veliko raziskav, najti jih je v povezavah, navedenih zgoraj.  Klinične teste za diabetes tipa 1, ki tečejo, lahko najdete tudi na spletu. Na splošno lahko raziskave razdelimo v naslednje kategorije:

#### Preden ljudje dobijo sladkorno bolezen tipa 1
Raziskave se tukaj nanašajo na preprečevanje sladkorne bolezni tipa 1 pri ogroženih.

#### Potek ko ljudje dobijo sladkorno bolezen tipa 1
Raziskave te kategorije se tičejo terapij, kot so presaditev otočkov in trebušne slinavke, terapije z matičnimi celicami,umetna trebušna slinavka, in pa preprečevanja diabetičnih zapletov, odkrivanja novih vrst inzulina in druga zdravil za sladkorno bolezen tipa 1.

#### Ko se pri prizadetih diagnosticira sladkorna bolezen tipa 1
Na splošno imajo te osebe v trenutku, ko se odkrije bolezen, še preostanek celic beta za proizvodnjo inzulina. Natančno število celic je težko dognati, vendar pa trenutne ocene kažejo, da gre lahko za 10-25%. Te celice za ustrezno raven inzulina v telesu ne zadostujejo (kar je razlog, zakaj so ravni sladkorja v krvi tako visoke), tako da oseba potrebuje takojšnje zdravljenje z inzulinom. Ugotovili pa so, da je dolgoročno koristno za zdravje, če se te celice ohrani, saj se s tem zmanjšuje resnost hipoglikemije in nevarnost za zaplete. Številne raziskave se trenutno ukvarjajo z na novo diagnosticiranimi bolniki, da bi se našlo način, kako ohraniti preostale celice beta. Pri teh raziskavah gre za naslednje:
- uporaba zdravil, ki zavirajo avtoimunski odziv na preostale celice beta. Številne med temi preizkusi se usklajuje prek TRIALNETa[70] – mednarodne skupine raziskovalcev, ki se ukvarjajo s preprečevanjem sladkorne bolezni tipa 1. Ta zdravila lahko zavirajo celoten imunski odziv (npr. anti CD3 proti CD20, CTLA4-Ig, anti-IL1 beta ), ali pa gre za droge, ki delujejo na bolj specifičen način, ki zavira samo imunski odziv proti otočke. Slednja možnost je nedvomno boljša, saj ima manjše tveganje za pojav neželenih učinkov, vendar jo je težje doseči.
- prilagajanje na zdrav način življenja, da se ohrani celice beta. Raziskave so že pokazale, da je telesna aktivnost zelo učinkovita, kadar gre za ohranjanje celic beta pri ljudeh s sladkorno boleznijo tipa 2. Zato so sedaj razskuje, če to ne velja tudi pri sladkorni bolezni tipa 1.[71]

### Konkretna raziskovalna področja

#### Cepivo GAD65
Pri osebah, ki so v času prvih šestih mesecev po diagnozi sodelovale v kliničnih preizkusih, so injekcije s cepivom, ki vsebuje GAD65, pri avtoantigenomu, ki je vpleten v diabetes tipa 1, zakasnile pojav uničenja celic beta, Pacienti, ki so jim dajali to snov, so imeli višje stopnje regulatornih citokinov, za katere se meni, da ščitijo celice beta. Poizkusi v fazi III tečejo v ZDA in v Evropi. V teku sta dve preprečevalni študiji, v katerih se cepivo daje osebam, ki še niso razvite sladkorne bolezni.

#### Premik celic T pomagalk
Biokemijski mehanizem, ki bi preprečeval napade imunskega sistema na celice beta, bi pomenil zdravilo za preprečevanje nastanka sladkorne bolezni tipa 1. Več skupin skuša pri T celicah pomagalkah stanje za aktiviranje imunskega sistema s stanja Th1  ("napad" T celic ubijalk) spremeniti v stanje Th2 (razvoj novih protiteles) . Ta pomik iz Th1 na Th2 premik poteka preko spremembe v tipu signalnih molekul za citokine, ki jih celice T sproščajo.. Namesto vnetnih citokinov začnejo celice T sproščati citokine, ki vnetje zavirajo. Ta pojav je splošno znan kot pridobljena imunska odpornost.

## Nestabilna sladkorna bolezen
Od inzulina odvisen diabetes, za katerega so značilna dramatična in ponavljajoča se nihanja v ravni glukoze, pogosto brez očitnega razloga, včasih imenujejo krhki diabetes, nestabilen ali labilen diabetes; kar se izraza »krhki« tiče, so nekateri strokovnjaki mnenja, da je »brez biološke podlage in da naj se ga ne uporablja«. Posledice teh nihanj je lahko nepravilna in nepredvidljiva hiperglikemija, ki jo pogosto spremlja ketoza in včasih resna hipoglikemija. Te vrste sladkorne bolezni ni srečati pogosteje kot pri 1% na 2% diabetikov. Za labilni diabetes priporočajo uporabo Inzulinske črpalke, ki zmanjšuje število epizod s hipoglikemijo in omogoča boljši nadzor na jutranjim porastom krvnega sladkorja. V majhni študiji bolnikov z labilno sladkorno boleznijo, starih od 18-23 let, je po 22 letih umrlo 10 od 20 udeležencev, preživeli pa so imeli obliko bolezni, ki je sicer imela visoko raven zapletov vendar ni bila več labilna.. Ti rezultati so bili podobni rezultatom iz prejšnje študije istih avtorjev, ki je ugotovila smrtnost 19% pri 26 bolnikih po 10,5 letih.
Ker je labilna sladkorna bolezen opredeljena kot »epizode hipoglikemije ali hiperglikemije ki ne glede na njihov vzrok, nenehno moti bolnikovo življenje«, ima lahko veliko vzrokov, med drugim:
- Napake pri nadzoru sladkorne bolezni, med drugim dajanje prevelikih odmerkov inzulina.
- Interakcije z drugimi zdravstvenimi težavami.
- Psihološke težave.
- Biološke dejavnike, ki vplivajo na predelavo inzulina v telesu.

Eden od teh bioloških faktorjev je proizvodnja avtoprotiteles za inzulin. Visoki titri protiteles lahko povzročijo epizode hiperglikemije, če nevtralizirajo inzulin, in povzročajo klinično odpornost na inzulin, ki zahteva odmerke nad 200 ME/dan. Vendar pa se lahko zgodi, da protitelesa po podkožni injekciji ne uspejo omiliti sproščanja vbrizganega inzulina v krvni obtok, kar povzroči epizodo hipoglikemije. V nekaterih primerih se lahko pomaga zamenjava vrste inzulina. Obstajajo številna poročila, po katerih lahko avtoprotitelesa za inzulin delujejo kot »ponor« za inzulin in vplivajo na čas do vrha, na razpolovni čas, porazdelitev po telesu in presnovni očistek, vendar so pri večini bolnikov ti učinki zelo majhni.